# Карл Лудвиг фон Баден
Карл Лудвиг фон Баден (на немски: Karl Ludwig von Baden; * 14 февруари 1755, Карлсруе; † 16 декември 1801, Арбуга, Швеция) е наследствен принц от Баден.

## Произход
Карл Лудвиг е най-големият син на маркграф Карл Фридрих фон Баден (1728 – 1811) и първата му съпруга Каролина Луиза фон Хесен-Дармщат (1723 – 1783), дъщеря на ландграф Лудвиг VIII фон Хесен-Дармщат и Шарлота Христина Магдалена Йохана фон Ханау-Лихтенберг (1700 – 1726). Баща му се жени втори път на 24 ноември 1787 г. за графиня Луиза Каролина фон Хохберг, дъщеря на фрайхер Лудвиг Хайнрих Филип Гайер фон Гайерсберг.
Карл Лудвиг умира, когато баща му е още жив.

## Фамилия
Карл Лудвиг се жени на 15 юли 1775 г. в Дармщат за първата си братовчедка принцеса Амалия фон Хесен-Дармщат, дъщеря на ландграф Лудвиг IX от Хесен-Дармщат (1719 – 1790) и Каролина фон Пфалц-Цвайбрюкен (1721 – 1774). Двамата имат осем деца:
- Амалия Христина (1776 – 1823), неомъжена
- Каролина (1776 – 1841), близначка на Амалия Христина

∞ 1797 крал Максимилиан I Йозеф Баварски (1756 – 1825)
- Луиза (1779 – 1826)

∞ 1793 цар Александър I от Русия (1777 – 1825)
- Фридерика (1781 – 1826)

∞ 1797 (разведена 1812) крал Густав IV Адолф от Швеция (1778 – 1837)
- Мария Елизабета Вилхелмина (1782 – 1808)

∞ 1802 херцог Фридрих Вилхелм фон Брауншвайг-Волфенбютел (1771 – 1815)
- Карл Фридрих (1784 – 1785)
- Карл (1786 – 1818), велик херцог на Баден

∞ 1806 принцеса Стефани дьо Боарне (1789 – 1860)
- Вилхелмина Луиза (1788 – 1836)

∞ 1804 велик херцог Лудвиг II фон Хесен (1877 – 1848)